# Диана со спутницами
Диана со спутницами (нидерл. Diana en haar Nimfen) — картина голландского художника Яна Вермеера, выполнена, предположительно, в период между 1655—1656 или 1653—1654 годом. Встречается название — «Диана и нимфы». Сюжет для произведения взят из древнеримской мифологической богини — Дианы. Картина хранится в Королевском музее Маурицхёйса в Гааге.

## История создания
Картина «Диана со спутницами» относится к самому раннему периоду творчества Яна Вермеера. Известно, что в 1653 году он был принят в Гильдию Святого Луки, где на протяжении шести лет продолжал обучение под руководством одного из известных художников того времени. Некоторые исследователи творчества Яна Вермеера указывают на то, что в картине «Диана со спутницами» прослеживается влияние Карела Фабрициуса или Рембрандта. В своей картине «Диана и ее спутницы» голландский художник изобразил Диану в компании с четырьмя спутницами на краю леса. В сравнении с другими художниками, которые изображали богиню и ее компанию во время «женской вакханалии», интерпретация Вермеера более целомудренна, с минимумом оголенных частей женского тела. Манера расположения фигур на картине имеет отсылки к творчеству голландского художника — Ван Лоо и его варианта картины «Диана со спутницами» (1650). Благодаря этому, некоторые эксперты склонны предполагать, что оба художника совместно обучались во время проживания в Амстердаме.

## Сюжет картины
Сюжет купания Дианы со спутницами в ручье довольно популярен в творчестве художников эпохи возрождения, барокко, маньеризма. История о том, как принц Актеон, охотившийся в лесу, наткнулся на купающихся в ручье нимфах во главе с Дианой, впервые упоминается в «Метаморфозах» Овидия. Девушки помогают богине снять одежду, омывают ее ноги. После того, как подглядывающий юноша был раскрыт, Диана спряталась за спинами нимф, предварительно обрызгав его водой из ручья, приговаривая проклятья. Актеон был превращен в оленя, и его разорвали собственные собаки, с которыми он прибыл на охоту.

## Критика
По словам Артура Уилока, картина обладает «подавляющим чувством торжественности, больше связанным с христианскими, чем с мифологическими традициями». Уилок считает, что работа сочетает христианский символизм омовения ног как очищения с намеками на целомудрие и чистоту, вызванными скромным платьем Дианы, белой тканью и медным тазом у ее ног. Спутница, держащая свою собственную ногу, сильно напоминает древнюю статую «Мальчик, вытаскивающий занозу», фигуру в почти идентичной позе, которая удаляет занозу из подошвы своей ноги. Заноза является христианским символом скорби и испытаний Иисуса, а также страданий в этом мире.
Картина, по словам Лидтке, «показывает, что художник обращается к своей обычной теме, женщинам в интимные моменты», а также «умению сочувственно описывать частную жизнь женщин», и, хотя она не такая «глубокая», как «Купание Вирсавии» Рембрандта, работа Вермеера «замечательна своей нежностью и искренностью», считает Лидтке. Он отмечает, что картина демонстрирует способность Вермеера учиться на примере других художников.